# Roem.ru
Roem.ru — новостной социальный сайт, специализирующийся на событиях в рунете и российском интернет-бизнесе, запущен в конце 2007 года. До начала работы над сайтом его основатель и главный редактор Юрий Синодов был заместителем главного редактора «Вебпланеты». В управлении сайтом также участвует Игорь Ашманов.
Самими создателями сайта Roem.ru позиционируется как сайт c2b (customer-to-business, рус. от людей к компаниям), призванный занять эту ранее пустовавшую нишу — место, где можно написать открытое письмо («открытку») компании, задать неудобные вопросы, рассказать, что происходит в своей компании (написать «инсайд»). В обсуждении каждой новостной темы отводится место для высказываний официальных представителей компаний и экспертов по теме.
На конкурсе РОТОР-2008 сайт занял второе место в номинации «Открытие года», а Юрий Синодов — признан журналистом и редактором года. В 2012 году на премии РОТОР Roem.ru занял первое место в голосовании в номинации «Сайт информационных технологий и телекоммуникаций».
С февраля по август 2012 года главным редактором Roem.ru была Людмила Кудрявцева. По состоянию на октябрь 2017 года главредом являлся Сергей Уланкин.
В соответствии с «Законом о блогерах» сайт признан организатором распространения информации и 30 сентября 2014 внесён в соответствующий реестр под номером 7-РР.
По данным на апрель 2018 года, 51 % компании принадлежали Игорю Ашманову, 29 % — основателю проекта Юрию Синодову, ещё 20 % — инвестору Алексею Басову.